# Chromadoria
Chromadoria é uma classe de vermes cilíndricos ecdizoários do filo Nematoda, classe Adenophorea.

## Ordens
- Araeolaimida
- Benthimermithida
- Chromadorida
- Desmodorida
- Desmoscolecida
- Monhysterida
- Plectida
- Rhabditida